# California Son
California Son es el duodécimo álbum de estudio del cantante inglés Morrissey. Lanzado el 24 de mayo de 2019 por la discográfica del cantante étienne con licencia de BMG, el álbum es una colección de canciones versionadas. El sencillo "Wedding Bell Blues", escrito y cantado originalmente por Laura Nyro en 1966, cuenta con la colaboración de Billie Joe Armstrong de Green Day en coros.
Grabado en 2018, el álbum fue producido por Joe Chiccarelli, un colaborador frecuente de Morrissey.

## Contexto
En septiembre de 2018, fotografías de Morrissey y la cantante y compositora estadounidense LP fueron subidas al sitio web Morrissey Central con la leyenda "nuevo álbum" y acreditando a LP como colaboradora en dos canciones. El 5 de diciembre de 2018, el título del álbum, California Son, la lista de canciones y su productor, Joe Chiccarelli, se anunciaron oficialmente. Chiccarelli produjo los dos álbumes de estudio anteriores de Morrissey, World Peace Is None of Your Business y Low in High School. La fecha de publicación del 24 de mayo de 2019 y el arte de tapa se revelaron en febrero de 2019.

## Promoción

### Sencillos
"It's Over", un cover de Roy Orbison grabado con la colaboración de LP, fue lanzado como sencillo promocional el 26 de febrero de 2019. Un CD promocional fue liberado exclusivamente en Francia.
"Wedding Bell Blues", con Billie Joe Armstrong de Green Day, se lanzó como sencillo el 8 de abril de 2019. El 10 de mayo estuvo disponible como un disco de vinilo amarillo de 7", con arte de tapa diseñado por Morrissey utilizando una escena de la película Ride the Wild Surf (1964).

### Presentaciones en vivo
Del 2 al 11 de mayo de 2019, Morrissey participó de una residencia de siete días en Broadway, en el Teatro Lunt-Fontanne Teatro. Su material incluía canciones de California Son.
El 13 de mayo de 2019 Morrissey interpretó "Morning Starship" en The Tonight Show Starring Jimmy Fallon. Su aparición generó controversia debido a una insignia que llevaba con el logo del partido británico de ultraderecha For Britain.

## Recepción crítica
En Metacritic, sitio que asigna un puntaje normalizado basado en críticas especializadas, California Son recibió una puntuación media de 57 sobre 100, basado en 15 críticas.

## Lista de canciones
| N.º   | Título                                          | Escritor(es)               | Duración |  |
| 1.    | «"Morning Starship"»                            | Jobriath                   | 3:29     |  |
| 2.    | «"Don't Interrupt the Sorrow"»                  | Joni Mitchell              | 4:06     |  |
| 3.    | «"Only a Pawn in Their Game"»                   | Bob Dylan                  | 3:46     |  |
| 4.    | «"Suffer the Little Children"»                  | Buffy Sainte-Marie         | 3:31     |  |
| 5.    | «"Days of Decision"»                            | Phil Ochs                  | 2:55     |  |
| 6.    | «"It's Over"»                                   | Roy Orbison · Bill Dees    | 2:52     |  |
| 7.    | «"Wedding Bell Blues"»                          | Laura Nyro                 | 2:56     |  |
| 8.    | «"Loneliness Remembers What Happiness Forgets"» | Burt Bacharach · Hal David | 2:09     |  |
| 9.    | «"Lady Willpower"»                              | Jerry Fuller               | 3:07     |  |
| 10.   | «"When You Close Your Eyes"»                    | Carly Simon · Billy Mernit | 3:29     |  |
| 11.   | «"Lenny's Tune"»                                | Tim Hardin                 | 3:30     |  |
| 12.   | «"Some Say I Got Devil"»                        | Melanie Safka              | 4:09     |  |
| 40:07 |                                                 |                            |          |  |